# Орлово блато
Вижте пояснителната страница за други значения на Тузла.
Орловото или Карталийското блато е лагуна на българския черноморски бряг, на 2 km източно от село Дуранкулак и северно от Дуранкулашкото езеро, в близост до къмпинг „Космос“. Площта му надхвърля 550 декара. Отделено е от морето чрез пясъчна коса широка до 100 m и висока 1 – 2 m. Местните хора наричат блатото „Карталиеца“. Названието му идва от тюркската дума „картал“, означаваща орел – имат се предвид едрите корморани или грабливите птици, кръжащи над блатото и над близкия нос Карталбурун. Според някои Дуранкулашкото езеро е разделено на три части – основна южна част, югозападна част – Ваклински ръкав (Ваклиновски дол) и по-малка, северна част, която е Орловото блато (езеро).
Бреговете на блатото се гъсто обрасли с камъш и папур. Дълбочината му е малка, но доста тинеста и пълна с пиявици. Карталийското блато е свързано с Дуранкулашкото езеро посредством изкуствен канал в средата на заблатена тинеста „коса“ зад плажа на Дуранкулак. В този участък са разположени съоръжения – рибарници.